# Palmira Jaquetti i Isant
Palmira Jaquetti i Isant (Barcelona, 1895 - Santa Margarita y Monjós, 1963) fue una poeta y compositora española de origen catalán.

## Biografía
Licenciada en letras, obtuvo una cátedra de literatura francesa en un instituto de enseñanza media, y dio clases de música. Su poesía - La estrella dentro del hogar (1938) - escrita en plena guerra civil española refleja una acusada sensibilidad, que tiende hacia la estilización musical. Se casó en 1927 con el pintor belga Enrique Daoust, pero el matrimonio se rompió en 1934 durante un agravamiento de la enfermedad de Palmira, una artritis reumatoide progresiva muy incapacitante. Publicó también opúsculos de canciones armonizadas por ella. Entre 1925 y 1940 realizó misiones de recogida de canciones populares para la Obra del Cançoner Popular de Catalunya (Obra del cancionero popular de Cataluña). La cantidad total de canciones recogidas en sus trabajos de campo junto a d'Aoust, María Carbó Soler y Mercè Porta Pino la convierten, junto a Baltasar Samper, en uno de los pilares de esta obra y una de las más importantes recolectoras a escala mundial. Jaquetti continuó con estos trabajos por su cuenta incluso tras la desbandada y fin del proyecto que supuso la guerra civil española. En la postguerra siguió su ocupación como profesora de francés hasta el accidente de tráfico en que falleció.
Existe una colección de documentación Palmira Jaquetti, que se conserva en la Biblioteca de Cataluña.